# Кафедральний собор Великомученика Георгія Побідоносця (Могилів-Подільський)
Кафедральний собор Великомученика Георгія Побідоносця — комплекс споруд у м. Могилів-Подільський, що складається з церкви і дзвіниці — пам'ятка архітектури і містобудування національного значення.

## Історія
Побудовано в 1808—1819 рр. за проектом архітектора Йогана Фрейвальда з м. Ясси. Призначалась для грецької громади і споруджена коштом її парафіян та грецьких купців, які займалися торгівлею на півдні Поділля. Названа на честь Георгія Переможця.

## Архітектура
Храм у стилі класицизму. Фасади виконані у системі повного іонічного ордера. Іконостас замовлений і привезений від грецької громади Ніжина. Через півстоліття після основного будівництва було зведено триярусну надбрамну дзвіницю. Інтер'єр прикрашений масляним стінописом кінця ХІХ ст.
Головним фасадом церква повернута до Дністра. І хоча до часу початку її будівництва діяв синодальний указ 1803 р. РПЦ про заборону будівництва нових храмів у Російській імперії в «малоросійському стилі» (тобто тринавні, триверхі), Георгіївська церква повторює в камені традиційні риси українського народного дерев'яного зодчества.

## Міфологія
Місцеві краєзнавці розповідають, що стара церква (1757 р.), на місці якої зведено Георгіївську, нагадувала селянську хату. Її називали монастирем, бо вона підпорядковувалася лаврі Св. Афанасія на Афоні. Тут зберігалися мощі святих та книги з Афону.

## Сучасність
Діючий Свято-Георгіївський кафедральний собор (Могилів-Подільський), Українська Православна Церква (Московського патріархату), Могилів-Подільська єпархія.